# Jordan Cohen
Jordan Cohen, né à Buffalo, est un percussionniste américain.
Il a fréquenté le College Of Music de Berklee durant quelques semestres. Il a commencé à apprendre la batterie dès l'âge de 11 ans et a ensuite joué dans quelques groupes à l'aide de cet instrument. Il sera percussionniste pour Powerman 5000 entre les années 1993 et 1997 dans lesquelles il enregistrera 4 albums (A Private Little War, True Force, Blood Splat Rating System et Mega!! Kung Fu Radio) et fera plusieurs tournées.